# Alluaudomyia marmorea
Alluaudomyia marmorea är en tvåvingeart som beskrevs av Clastrier 1960. Alluaudomyia marmorea ingår i släktet Alluaudomyia och familjen svidknott.
Artens utbredningsområde är Kongo. Inga underarter finns listade i Catalogue of Life.